# Șenborn, Muncaci
Șenborn (în ucraineană Шенборн) este o comună în raionul Muncaci, regiunea Transcarpatia, Ucraina, formată numai din satul de reședință.

## Demografie
Componența lingvistică a comunei Șenborn
     Ucraineană (73,21%)
     Germană (13,26%)
     Rusă (9,81%)
     Maghiară (3,18%)
     Alte limbi (0,54%)
Conform recensământului din 2001, majoritatea populației comunei Șenborn era vorbitoare de ucraineană (73,21%), existând în minoritate și vorbitori de germană (13,26%), rusă (9,81%) și maghiară (3,18%).